# Âge du bronze en Europe

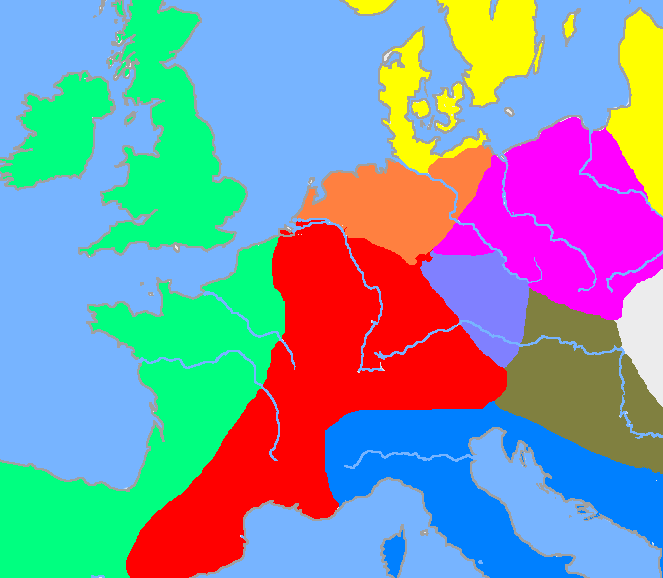
Carte archéologique simplifiée des cultures de l'âge du bronze final (vers - 1 200)
Âge du bronze atlantique
Culture des champs d'urnes centrale
Âge du bronze nordique
Culture des champs d'urnes du Nord
Culture lusacienne
Culture de Knoviz
Culture danubienne
Terramare

L'âge du bronze en Europe succède au Néolithique au début du  IIIe millénaire av. J.-C. en mer Égée, et à la fin de ce même millénaire en Europe de l'Ouest. Il englobe en Europe la totalité du IIe millénaire av. J.-C. (culture d'Unétice,  culture des champs d'urnes, culture des tumuli, culture des terramares, culture lusacienne), et s'achève vers 800 av. J.-C. quand commence l'âge du fer, sauf en Grèce, où le fer est maîtrisé dès la fin du XIe siècle av. J.-C.

## Naissance de la métallurgie

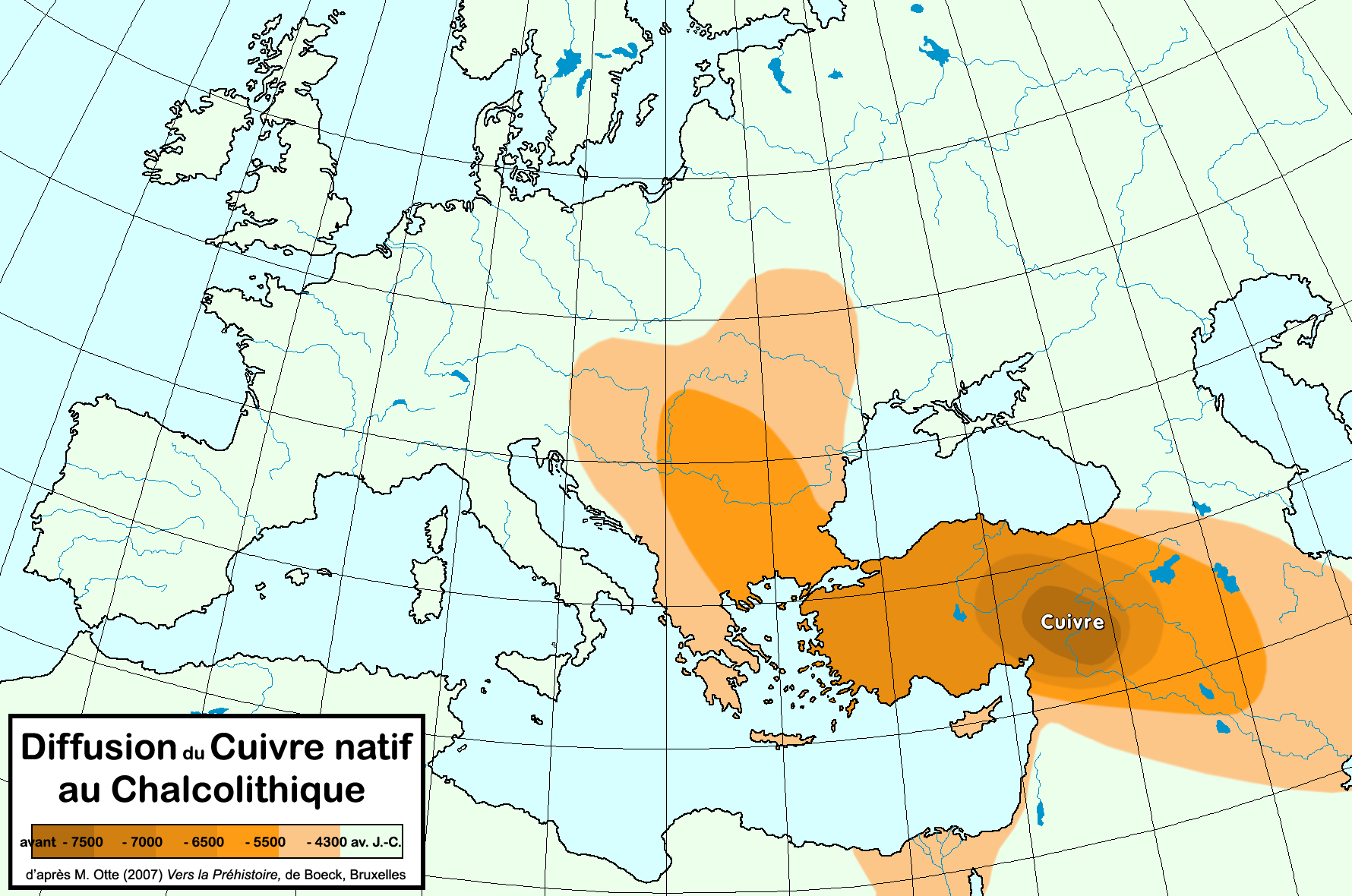
Diffusion du cuivre natif à l'âge du cuivre.

La métallurgie du cuivre, avec fonte du minerai, se développe fortement en Bulgarie durant le Ve millénaire av. J.-C. Des objets assez massifs, notamment des haches, sont produites. À cette même époque, l'or était également travaillé. La métallurgie du cuivre se développe ensuite dans toute l'Europe. Dans plusieurs régions, on a découvert des objets réalisés dans un alliage de cuivre et d'arsenic, parfois désigné bronze arsénié. 
Le véritable bronze, alliage de cuivre et d'étain, apparaît en Europe dans la culture d'Unétice où l'on trouve les plus anciennes productions d'objets en bronze à partir de la fin de ce même millénaire. Il s'agit de poinçons, d'alênes, de poignards, de haches et de hallebardes. Cependant, durant cette phase ancienne les éléments en bronze demeurent rares puisqu'ils ne sont attestés que dans une centaine de sites répartis des Balkans jusqu'à l'Inde.
La métallurgie du bronze, notamment en Europe, ne se développe vraiment qu'au cours du IIIe millénaire av. J.-C., période correspondant aux premières phases de l'âge du bronze.
La caractéristique première de l'âge du bronze n'est donc pas l'utilisation des métaux mais la découverte et le développement de la métallurgie, technique nécessaire pour l'obtention du bronze, alliage à 90/10 de cuivre et d'étain. La métallurgie se définit comme un traitement thermique permettant l'extraction de métaux à partir de minerai. Elle nécessite un savoir-faire parfait de l'art du feu, acquis avec la cuisson de la céramique. Il existe d'ailleurs une parenté certaine entre le four du potier et le four du bronzier. Pour extraire un métal d'un minerai, il faut la maîtrise de fours à haute température (le cuivre fond à 1 084 °C ; son addition avec l'étain abaisse considérablement le point de fusion).

## Populations et sociétés
Partout en Europe, la génétique de la transition chalcolithique / âge du bronze est de plus en plus caractérisée par un afflux d'ascendance liée aux steppes. Néanmoins, après l'introduction de cette ascendance steppique dans les populations européennes, des populations de chasseurs-cueilleurs et d'agriculteurs sont restées génétiquement distincts dans certaines régions, notamment dans le Nord-Est de l'Europe, et ont influencé les processus démographiques et culturels ultérieurs, comme le montre la composition génétique des populations de l'âge du bronze moyen, comme celle de la culture Trzciniec.

### Modifications de l'organisation sociale
Une source de profits, des produits non périssables et la possibilité nouvelle d'accumuler des richesses alliés à une spécialisation du travail entraînent une nouvelle organisation sociale qui débouchera sur l'économie palatiale. Cette organisation est lisible dans les habitudes funéraires. Les tombes et le mobilier funéraire témoignent d’une hiérarchisation sociale liée à une confiscation des richesses au profit de potentats. Dans la nécropole de Varna, datant du milieu du Ve millénaire av. J.-C., les chercheurs ont trouvé dans un endroit spécifique de la nécropole des sépultures contenant un riche mobilier en or dont une hache de pierre au manche de bois décorée d'or et considérée comme un sceptre par les spécialistes. Ces tombes sont interprétées comme celles d'une petite élite riche et puissante. Un peu partout, l'âge du bronze voit apparaître les tombes individuelles, jusqu'aux tombes mégalithiques, distinguant les puissants, et non plus les tombes collectives du Néolithique final.
Une étude portant sur des communautés (pré-) proto-celtique du sud de l'Allemagne montre une continuité sociologique et génétique majeure dans le temps avec des familles patrilinéaires dérivées de population de la culture campaniforme et de la culture Yamna. Cette continuité de l'âge du bronze en Europe centrale est particulièrement visible dans de nombreuses générations de différentes familles patrilocales pratiquant l'exogamie féminine, montrant un héritage patrilinéaire principalement dans les lignées de l'haplogroupe R1b-P312 (principalement U152 +), toutes suivant apparemment un système sociopolitique similaire s'étendant sur plus de 700 ans, depuis l'arrivée des populations de la culture campaniforme d'Europe centrale/Est dans la région (environ 2500 ans av. J.-C.) jusqu'à au moins la fin de l'âge du bronze moyen (environ 1300 av. J.-C.),. On observe un type d'inégalité sociale fondée i) sur des ménages complexes constitués d'une famille de base jouissant d'un statut supérieur, transmettant richesse et statut aux descendants, ii) des femmes non locales non liées, riches et ayant un statut élevé. et iii) de personnes locales ayant un statut inférieur. Sur la base de comparaisons de biens funéraires, plusieurs des femmes non locales de statut élevé pourraient provenir de zones habitées par la culture d'Unétice, c’est-à-dire d'une distance d'au moins 350 km. Les ménages de l'âge du bronze ancien semblent être similaires à l'oikos, la sphère familiale de la Grèce classique, ainsi qu'à la familia romaine, qui comprennent à la fois la famille et les esclaves.

## Transformations du paysage
Une étude parue en 2020 estime que les premiers agriculteurs ont peu modifié le paysage européen. Ce ne serait qu'à l'âge du bronze, plusieurs millénaires après l'arrivée des agriculteurs, que l'activité humaine aurait entraîné des changements importants dans le paysage du continent. L'expansion des populations issues de la steppe et de la culture Yamna s'est déplacée plus rapidement et a entraîné des changements de végétation plus importants que l'expansion des agriculteurs néolithiques antérieures. L'étude montre qu'un déclin des forêts à feuilles larges et une augmentation des pâturages et de la végétation naturelle de prairies sont concomitants au déclin de l'ascendance des chasseurs-cueilleurs et peuvent être associés au mouvement rapide des peuples des steppes pendant l'âge du bronze,.

## Grèce

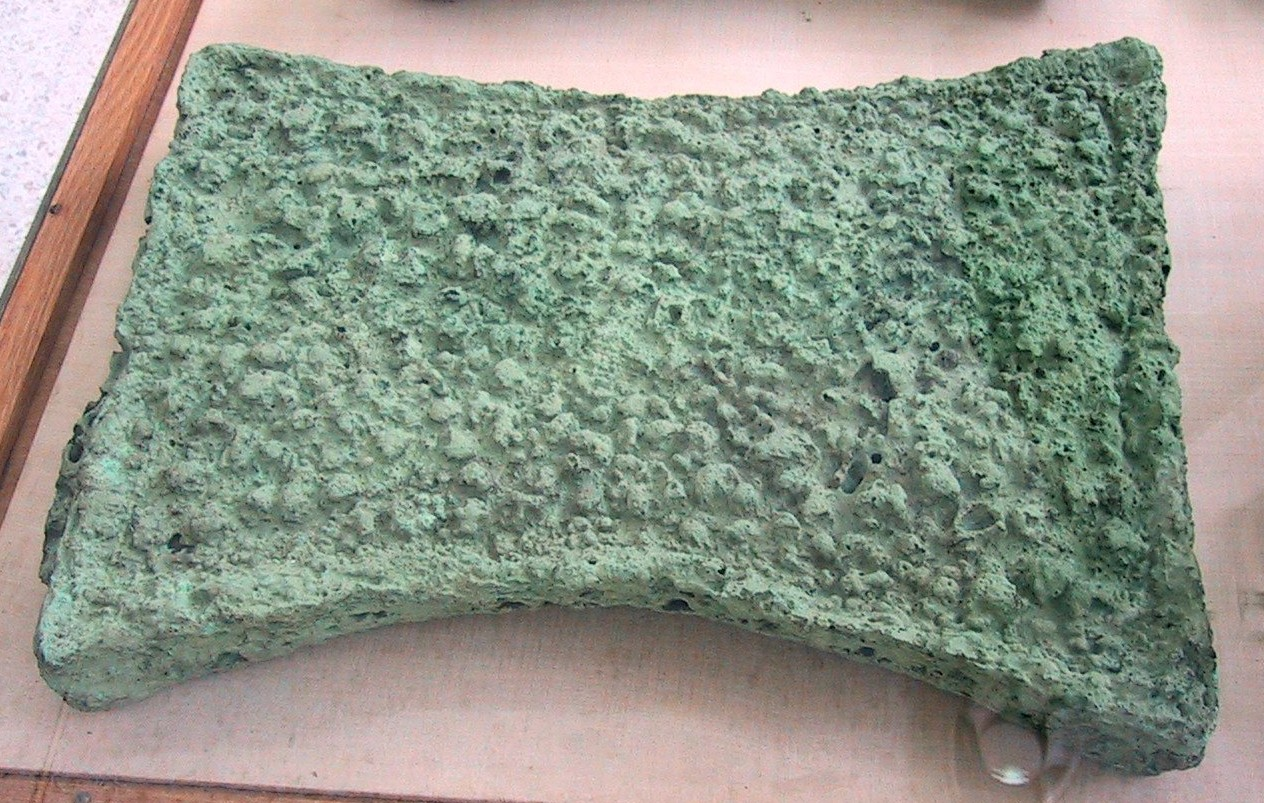
Lingot en cuivre de l'âge du bronze trouvé en Crète

L'Âge du bronze commence en Grèce avec la culture des Cyclades, vers le milieu du IIIe millénaire av. J.-C. La métallurgie du bronze se diffuse ensuite en Grèce continentale.
À partir du milieu du IIe millénaire av. J.-C., quelques cités commencent à établir un réseau commercial sur de longues distances. Ce réseau transporte de l'étain et du charbon de bois vers Chypre, où le cuivre est extrait et allié à l'étain pour produire du bronze. Les objets en bronze fabriqués à Chypre sont ensuite exportés dans toute la Méditerranée.
Une analyse isotopique de l'étain sur quelques objets en bronze de la Méditerranée datés de cette époque indique qu'il peut provenir d'aussi loin que la Grande-Bretagne. Les connaissances en matière de navigation se sont bien développées à l'époque.
La civilisation grecque débute vers 1200 av. J.-C. avec l'avènement des âges obscurs. Les Grecs ont pu faire partie des Peuples de la mer qui ont attaqué l'est de la Méditerranée à la fin du IIe millénaire av. J.-C. La Grèce entre dans l'âge du fer vers 1025-1000 av. J.-C.

### Crète
La civilisation minoenne, en Crète, dont la capitale était Cnossos, développe la métallurgie du bronze au IIIe millénaire av. J.-C. Elle participe au commerce du bronze à partir du IIe millénaire av. J.-C.

## Italie

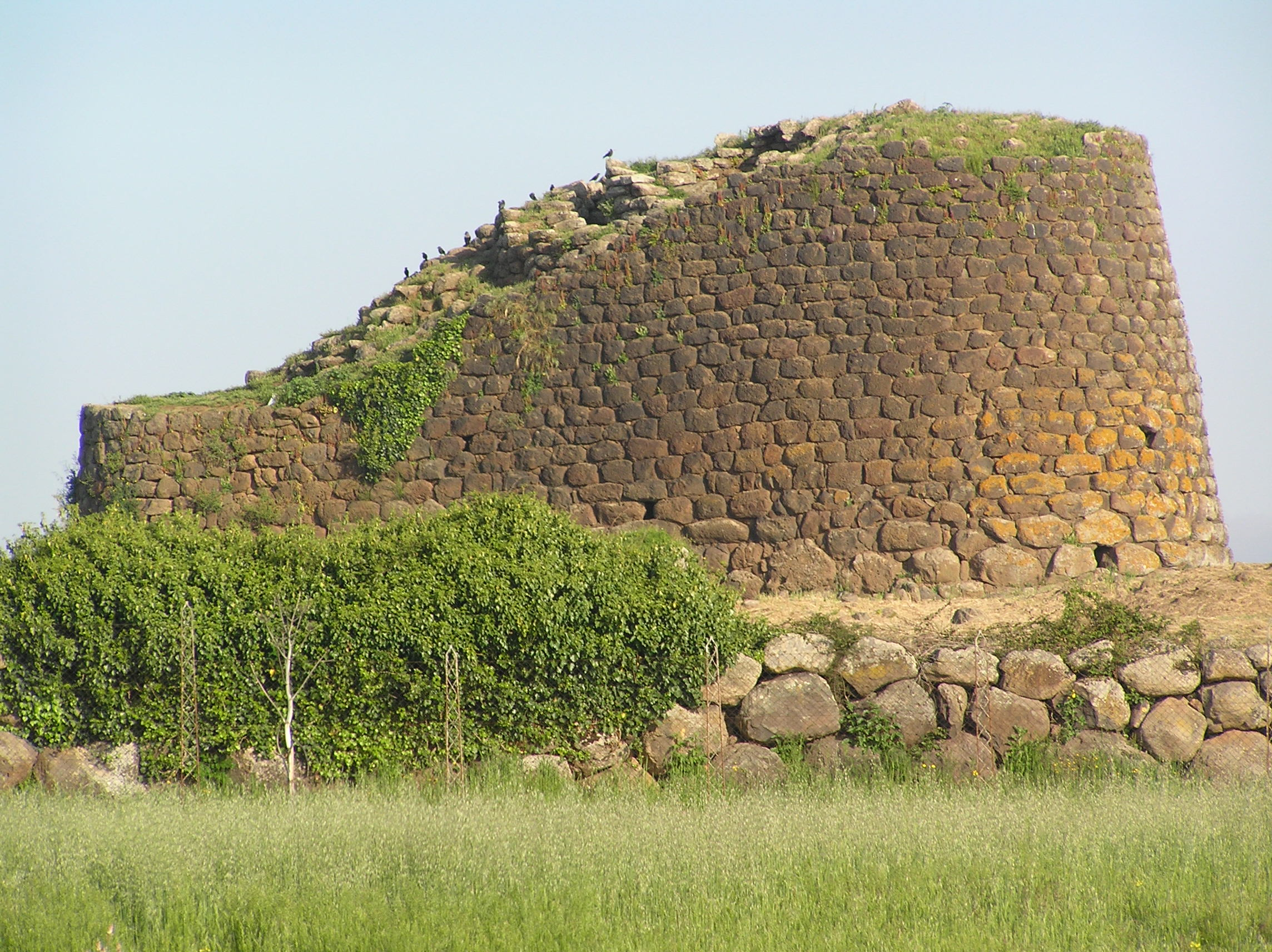
Nuraghe Losa,

En Sardaigne, la culture nuragique se développe à partir de 1600 av. J.-C. Il est possible que les Sardes et les Sicules (habitant la Sicile) aient fait partie des Peuples de la mer qui déferlèrent sur l'est de la Méditerranée aux XIIIe siècle av. J.-C. et XIIe siècle av. J.-C., de même que les Tyrrhéniens en Italie continentale.
L'âge du bronze prend fin en Italie vers 900 av. J.-C.

## Europe orientale

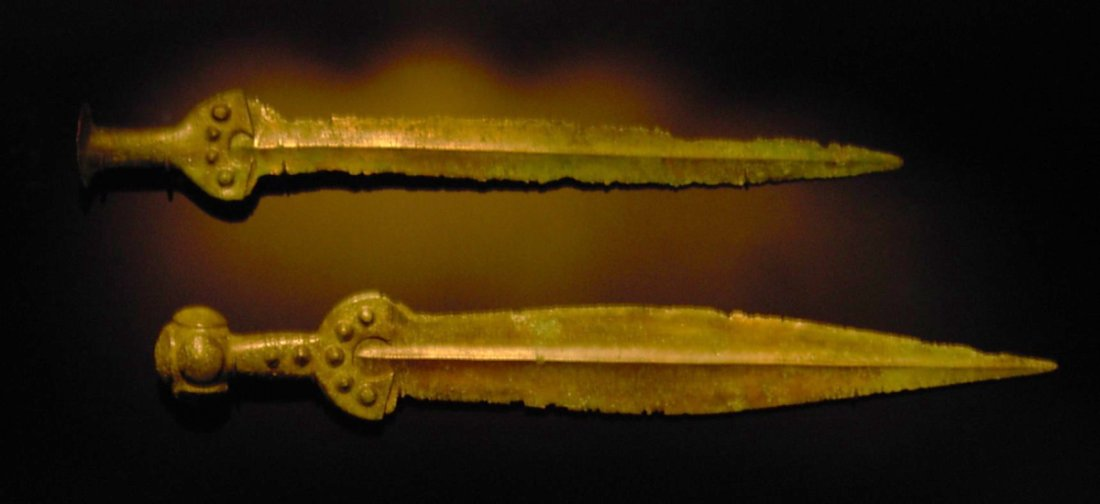
Épées d'Apa (Roumanie),

- Culture Yamna
- Culture des catacombes
- Culture Trzciniec

## Europe centrale

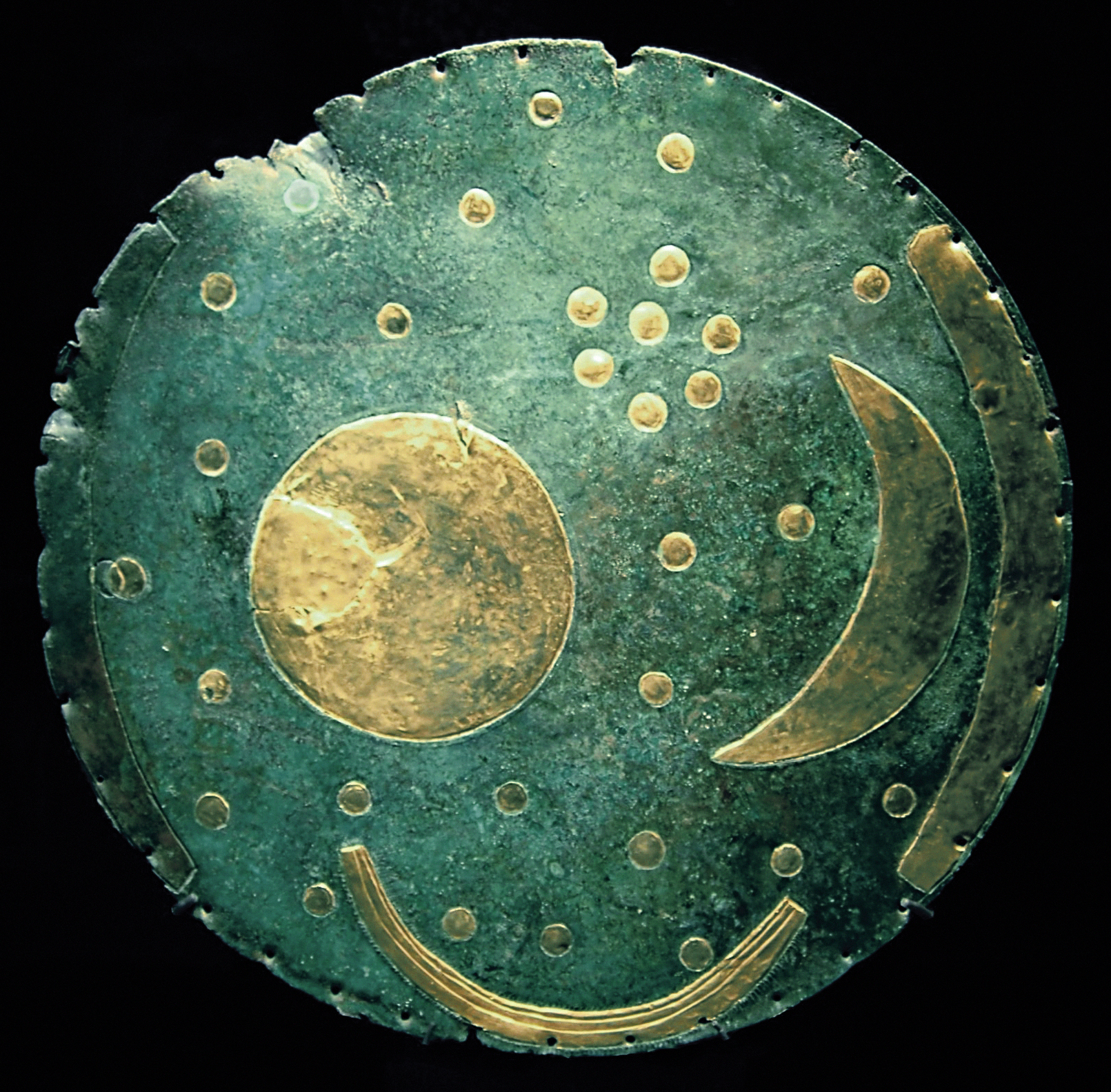
Le disque de Nebra (vers 1 600 av. J.-C.).

La métallurgie du bronze s'est diffusée en Europe centrale depuis les Balkans. La culture d'Unétice (XVIIIe siècle av. J.-C. - XVIe siècle av. J.-C.) se développe de la Bohême et la Silésie à l'Allemagne centrale. Des échanges sont attestés à travers toute l'Europe centrale, avec l'exploitation des mines de cuivre de Slovaquie, d'étain de Bohême, d'or de Transylvanie, et l'exportation de haches, poignards, bijoux. Exploitant les gisements d'étain des monts Métallifères, les porteurs de la culture d'Unétice ont largement exporté leurs productions dans les régions voisines, où elles ont parfois été imitées. Le célèbre disque de Nebra, le plus fameux vestige du bronze ancien d'Europe centrale, se rattache à cette culture d'Unétice, quoiqu'il n'ait été dégagé que dans des couches de terrain datées du Bronze moyen.
De très riches sépultures, comme celle de Leubingen (faisant partie aujourd'hui de Sömmerda) avec des décorations tombales d'orfèvrerie, indiquent une augmentation de la stratification sociale. Les cimetières de cette période sont rares et de petite dimension.
La culture d'Unétice comprend de nombreux groupes tels que ceux de Straubing, d'Adlerberg et d'Hatvan. Les sites les plus importants dans cette partie de l'Europe se trouvent dans les Préalpes bavaroises avec le groupe de Straubing et autour du lac de Constance et de la haute vallée du Rhin, avec le groupe de Singen. Plus à l'aval de ce fleuve, on rencontre la culture d'Adlerberg, qui comme le groupe du Neckar (dans le bassin du Moyen-Neckar) n'est pour l'instant connue que par un nombre de vestiges très restreint.
À l'est, et particulièrement le long du Danube, se succèdent plusieurs sites : Unterwölbling (Basse-Autriche), Nitra (Slovaquie), Kisapostag (Hongrie occidentale) et Nagyrév (Hongrie centrale), que l'archéologue suisse Emil Vogt (de) a regroupés sous le terme de Blechkreis, et à laquelle il rattache d'ailleurs la culture de Straubing et le groupe de Singen. Ce terme allemand renvoie à une façon particulière de travailler le métal, qui consiste à marteler une tôle (Blech) primitive. Les vestiges de cette culture, des bijoux en bronze retirés des tombes, se distinguent nettement des objets massifs plaqués de bronze de la culture d'Unétice.
Sur les affluents du Criş, dans l'est de la Hongrie, l'âge du bronze ancien comprend la culture de Mako, suivie par la culture d'Otomani et la culture de Gyulavarsand.

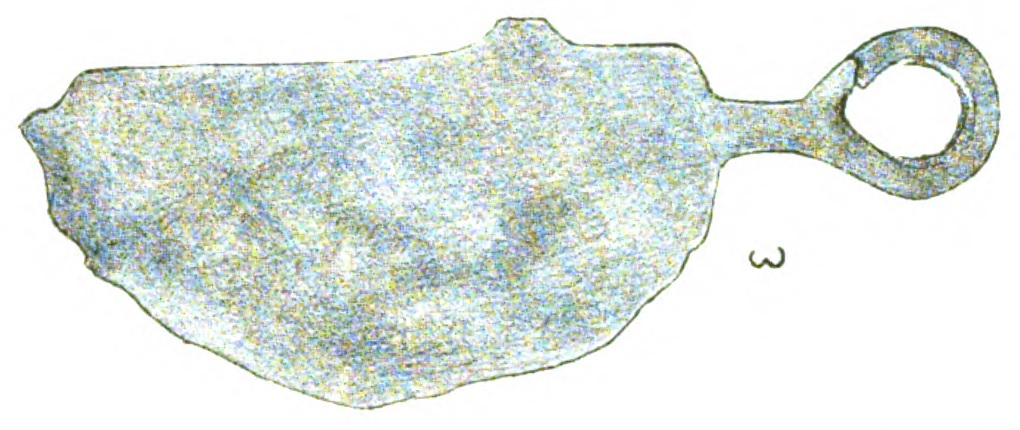
Rasoir en bronze retrouvé à Chelin (Suisse)

La culture d'Unétice est suivie par la culture des tumulus de l'âge du bronze moyen (XVIe siècle av. J.-C. - XIIe siècle av. J.-C.) qui se caractérise par des inhumations en tumulus.
La culture des champs d'urnes (âge du bronze final, 1300 av. J.-C. - 800 av. J.-C.) se caractérise par la crémation des morts. Elle inclut la culture lusacienne en Allemagne de l'est et en Pologne (1300 av. J.-C. - 500 av. J.-C.) qui se prolonge à l'âge du fer.
La culture de Hallstatt commence à l'âge du bronze (1 200 - 800 av. J.-C.) et s'achève à l'âge du fer (800 - 450 av. J.-C.).
Les sites importants comprennent :
- Biskupin (Pologne)
- Nebra (Allemagne)
- Zug-Sumpf,   Canton de Zoug, Suisse
- Hauterive-Champréveyres, Canton de Neuchâtel, Suisse
- Vráble-Fidvár, Slovaquie

## Europe du Nord

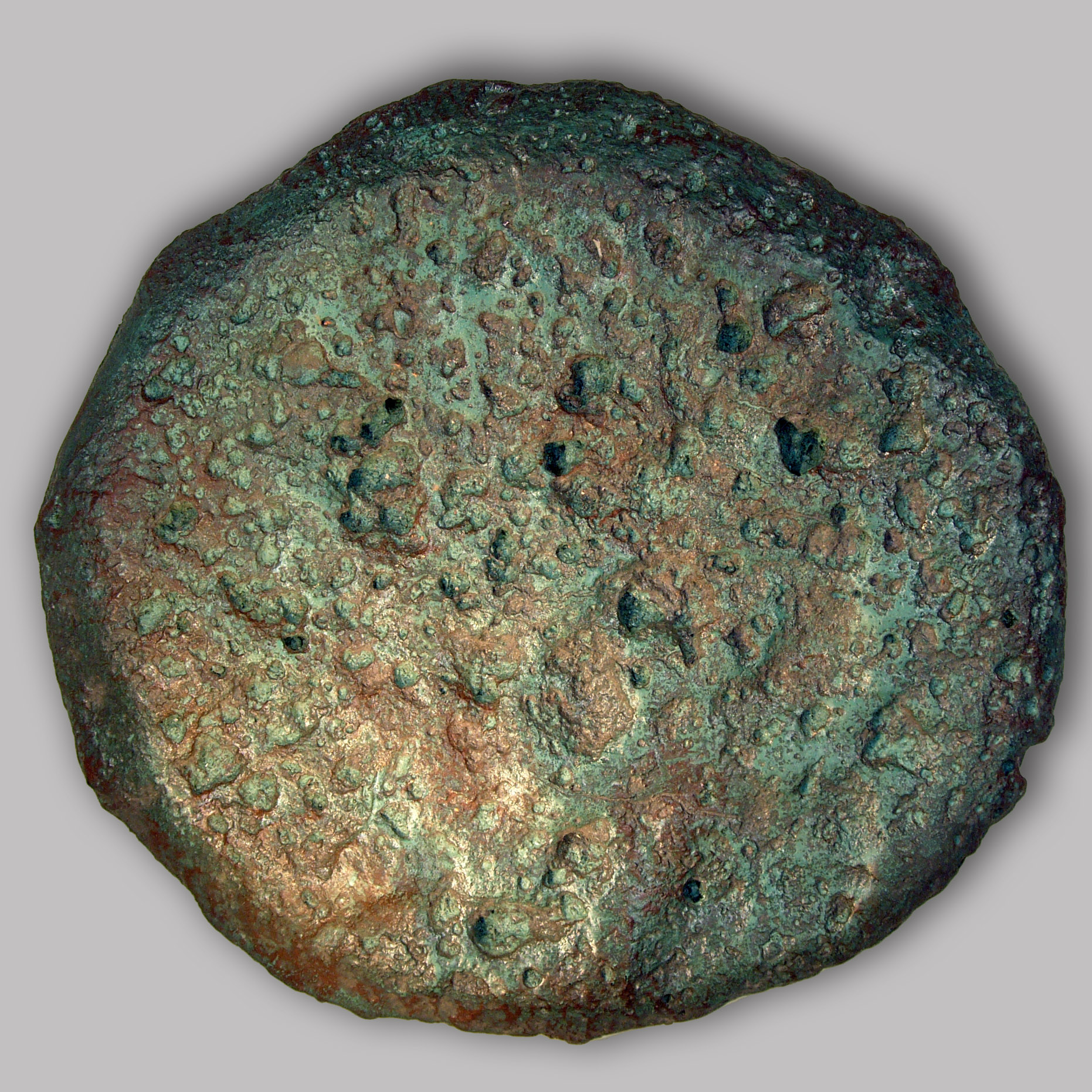
Lingot de cuivre trouvé dans les eaux au large de Heligoland en 1981

Au nord de l’Elbe (plaine d'Allemagne du Nord et toute la Scandinavie), diverses strates du Néolithique ont persisté au moins jusque vers 1 500 av. J.-C. De même, en Rhénanie-du-Nord et en Frise, le travail des métaux ne fait son apparition qu'avec les sépultures du groupe de Sögel-Wohlde, qui coïncident avec les débuts du Bronze moyen en Europe centrale. Vers cette même époque, le littoral baltique voit naître une culture autonome, l’âge du bronze danois. En Europe du Nord, les habitants de l'âge du bronze fabriquaient de nombreux objets, tels que des paires de lurs découverts au Danemark et en Allemagne. 
Cet âge se subdivise en six périodes (de I à VI), d'après Oscar Montelius. La période V appartient déjà à l'âge du fer en d'autres régions.

## Europe de l'Ouest
L'Europe de l'Ouest, profondément imprégnée par la tradition néolithique, resta, à l'exception des Cornouailles, longtemps à l'écart de la métallurgie du bronze : cela vaut pour les Pays-Bas, la Belgique et la plus grande partie du territoire français. Sur la façade atlantique, par exemple, la principale production métallurgique jusqu'à celle du bronze est celle de l'or et de l'argent. Dans ces régions, et jusqu'au milieu du Bronze moyen (1 500 av. J.-C.), on ne rencontre que des vestiges caractéristiques de la culture campaniforme, dont la culture d'Hilversum est issue : de la couche Bz A1 (-2 200 à -2 000) jusqu'au Bronze moyen, les vestiges sont encore typiques de la céramique cordée,.

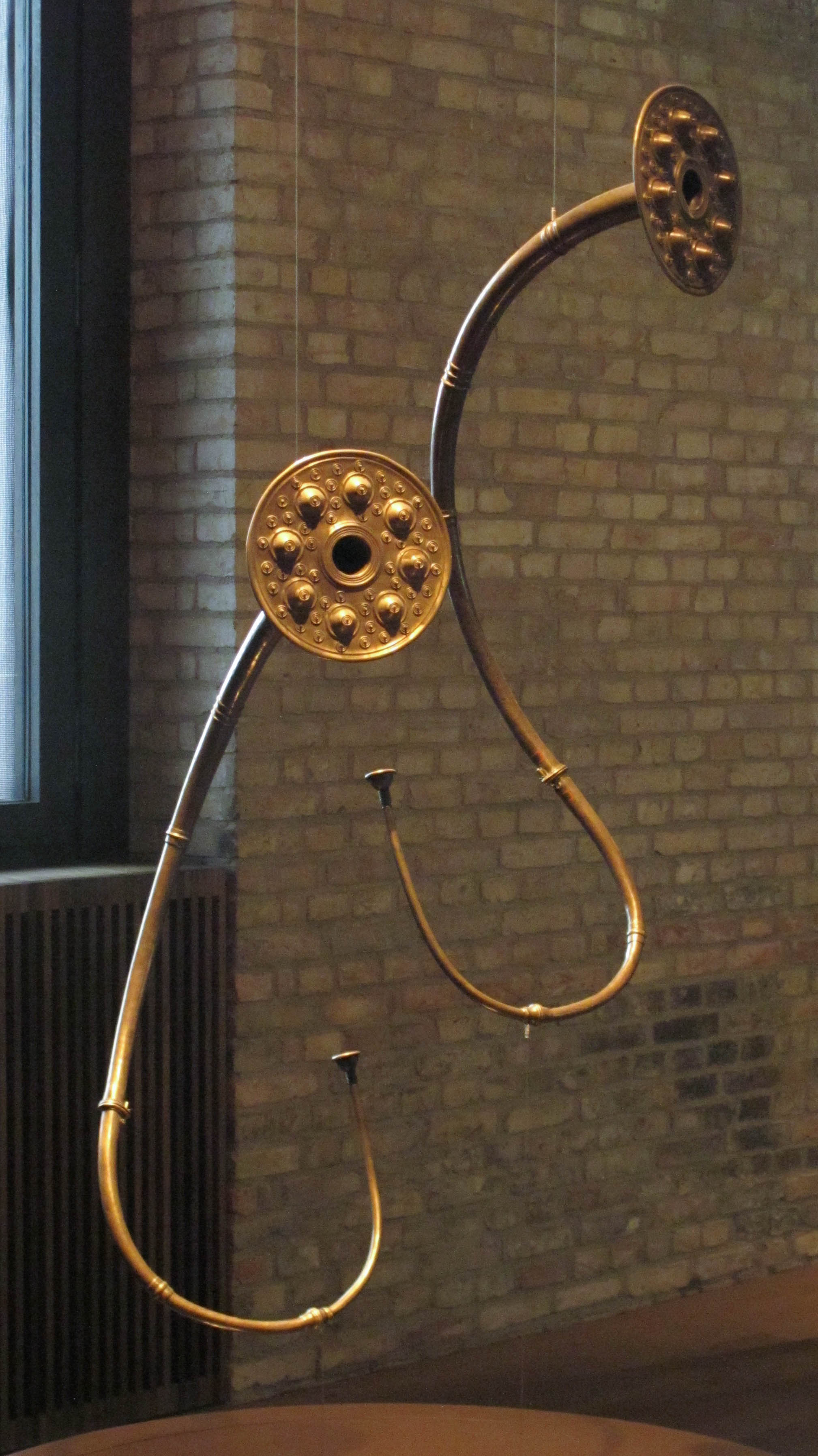
Lurs. Trompettes de l'âge du Bronze.. Bronze. Taille moyenne des pavillons : 25 à 30 cm. Allemagne

Les cultures de Bonnanaro  et de Polada (vers 1 800–1 500 av. J.-C.), plus au sud, marquent la transition entre le campaniforme et le bronze ancien. Ces cultures d’influence unéticiennes supplantent entre -1 900 et -1 200 la culture de Remedello. Elles contrôlent le commerce de l’Adriatique vers les cols alpins.

### France

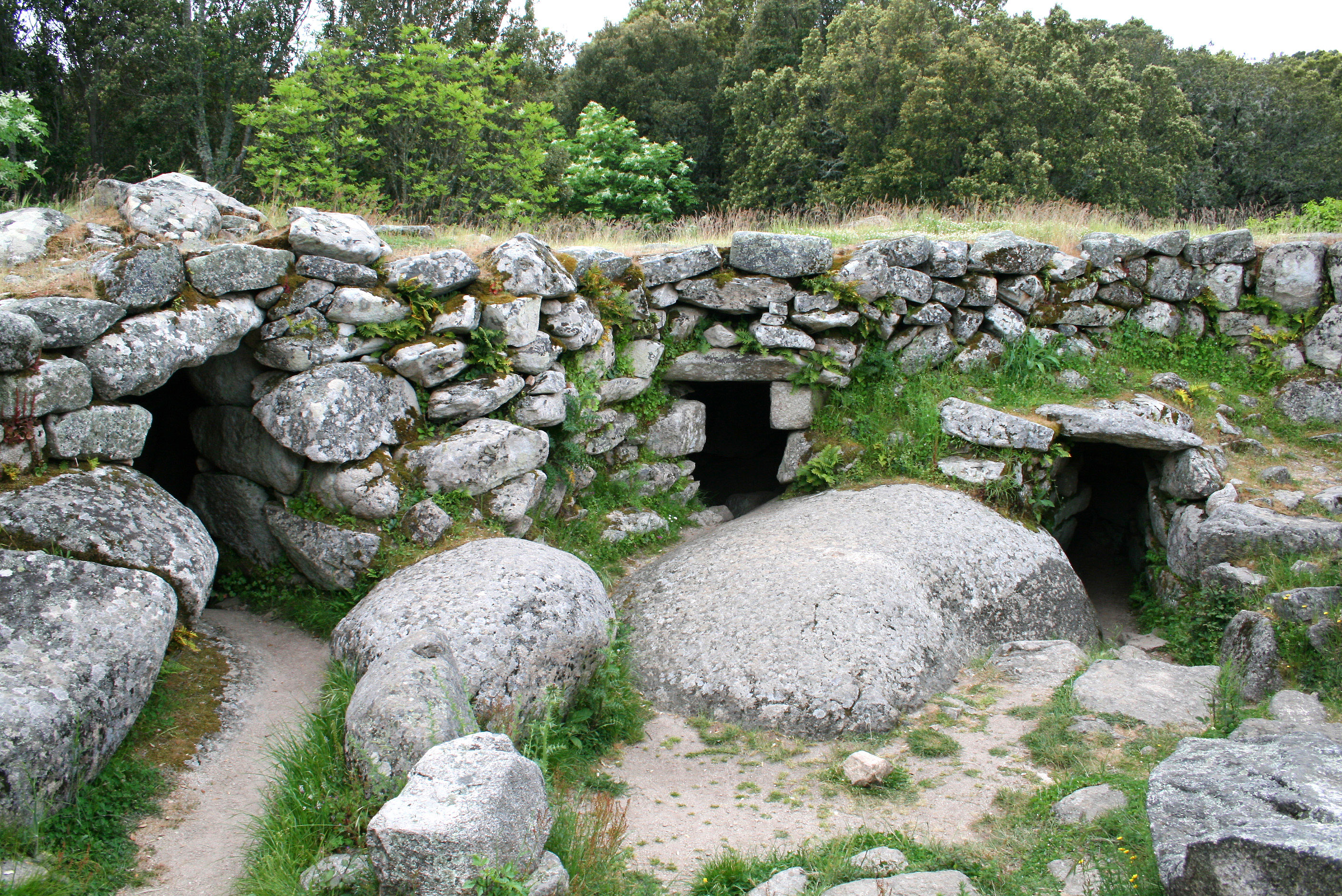
La forteresse de Cucuruzzu (Corse).

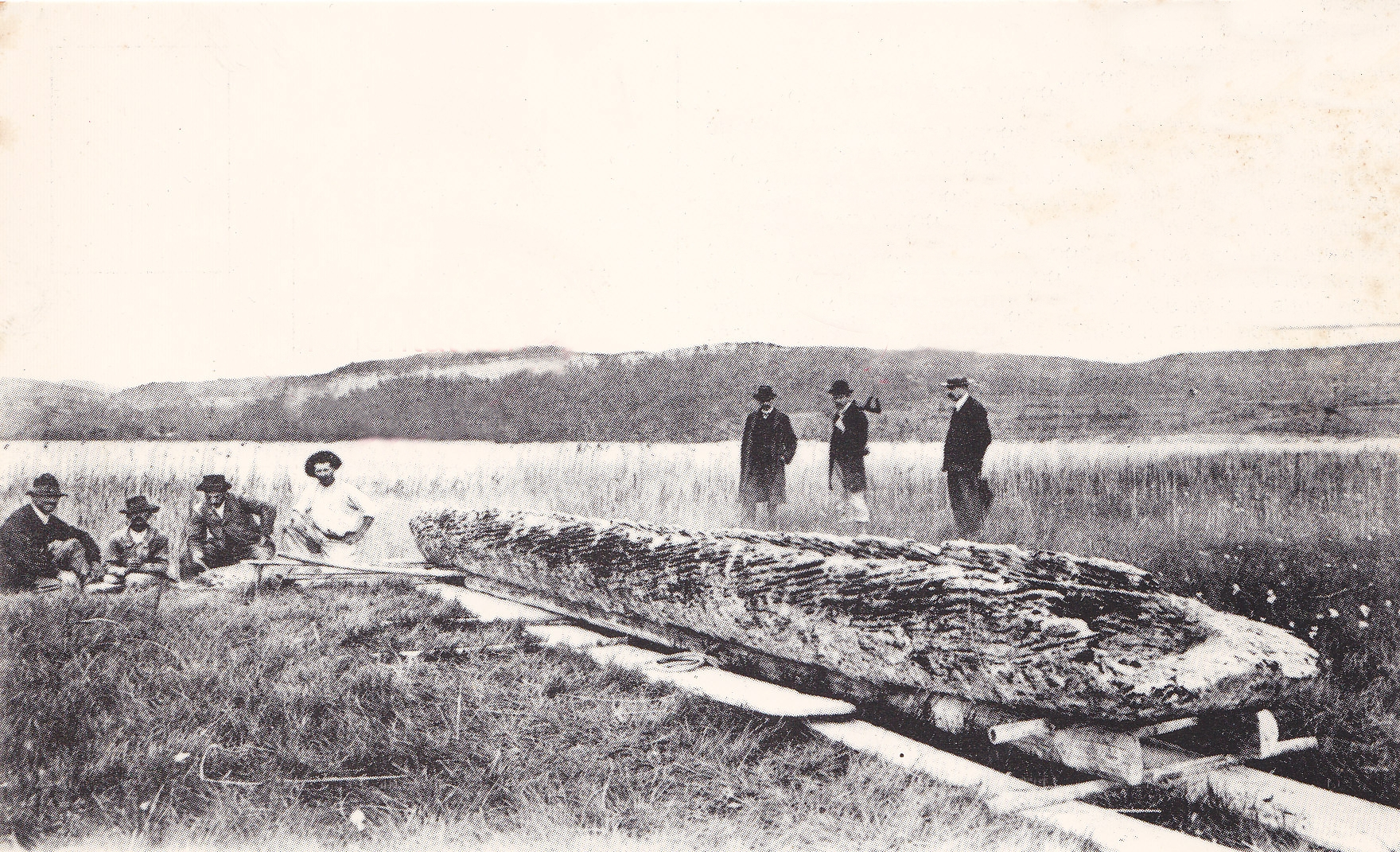
Découverte de la pirogue de Chalain (âge du bronze final, -1000).

En Corse, la forteresse de Cucuruzzu et les statues-menhir de Filitosa illustrent les spécificités de l'âge du bronze dans l'île. Dans le Sud de la France, l'âge du bronze commence vers 2300 av. J.-C. lorsque les communautés paysannes intègrent un mouvement d'unification européenne, et dure jusque vers le IXe siècle av. J.-C., alors que des bouleversements sociaux venus de l'Est amènent la montée en puissance d'une aristocratie guerrière.
La production d'outils et d’autres objets en bronze permet aux archéologues d’individualiser les groupes humains d’alors, à côté du reste de la culture matérielle (essentiellement constituée par les céramiques). La production en bronze permet également d’établir des chronologies et des délimitations de populations, à défaut d’autres indices.
La vallée des Merveilles est une vallée du massif du Mercantour dans les Alpes où ont été découvertes plus de 40 000 gravures, datées pour la plupart de l’âge du bronze.

### Grande-Bretagne

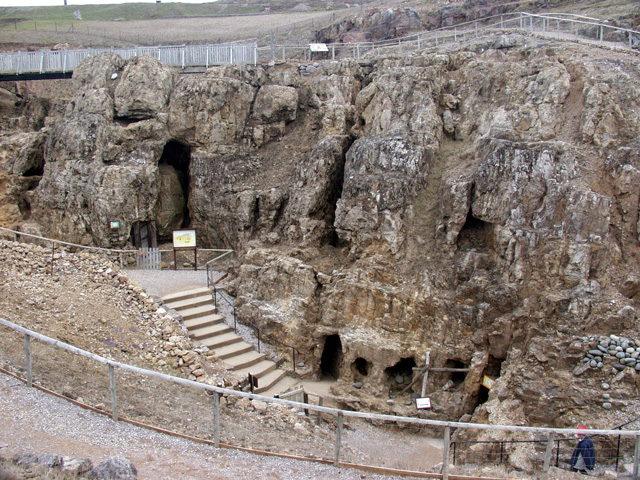
L'entrée des mines de Great Orme, sur le littoral nord du pays de Galles.

En Grande-Bretagne, l'âge du bronze s'étend d'environ 2 100 à 700 av. J.-C. La riche culture du Wessex se développe pendant cette période dans le sud de la Grande-Bretagne. Elle résulte de la fusion d’importants groupes campaniformes qui découvrent puis exploitent systématiquement les gisements locaux de cuivre et d’étain. Le cuivre était extrait de sites comme les mines du Great Orme, au nord du Pays de Galles. Les Cornouailles furent une source majeure d'étain pour une grande partie de l'Europe et du bassin méditerranéen. La richesse proverbiale de ces gisements fera de ces pays, pour les marchands du monde méditerranéen, les Îles Cassitérides (du grec Κασσίτερος = « étain »).
Des peuples du continent s'installèrent dans les Iles Britanniques à cette époque. Des études récentes sur l'émail dentaire des squelettes des tombes de l'âge du bronze, près de Stonehenge, indiquent qu'au moins une partie des immigrants venaient de la région correspondant à la Suisse actuelle. Les populations campaniformes montrent des comportements différents des peuples du Néolithique et les changements culturels furent importants. De nombreux sites à henges antérieurs furent adoptés par les nouveaux arrivants. De grandes exploitations de bétail se développèrent dans les plaines. Celles-ci semblent avoir contribué à une déforestation croissante. La culture de Deverel-Rimbury commença à émerger dans la seconde moitié de l'âge du bronze moyen (vers 1 400 - 1 100 av. J.-C.).
Les groupes sociaux semblent avoir eu une organisation tribale avec, cependant, une complexité croissante et l'apparition de hiérarchies. L'enterrement des morts, qui jusqu'à cette période était généralement communautaire, devint plus individuel. Par exemple, alors qu'au Néolithique on utilisait des tombeaux à l'intérieur des cairns ou des long barrows pour y loger les morts, l'âge du bronze ancien vit apparaître l'enterrement en barrows individuels (également et communément connus et signalés sur les cartes modernes de l'Ordnance Survey comme tumulus), ou parfois en cistes recouverts de cairns. Le gorgerin de Mold, dans le nord du Pays de Galles, était déposé dans un tel ciste.
C'est dans l’East Cambridgeshire que la plus grande quantité d'objet en bronze d’Angleterre fut trouvée, notamment à Isleham où plus de 6 500 pièces furent découvertes.

### Irlande
L'âge du bronze en Irlande débuta aux environs de 2 000 av. J.-C., quand on allia le cuivre à l'étain pour l'utiliser dans la fabrication de haches plates à Ballybeg, et dans la métallurgie associée. La période précédente est connue sous le nom d'âge du cuivre et se caractérise par la production de haches plates, de dagues, de hallebardes et de perçoirs en cuivre.
La période se divise en trois phases : le bronze ancien (2000 av. J.-C. - 1500 av. J.-C.), le bronze moyen (1500 av. J.-C. - 1200 av. J.-C.), le bronze final (1200 av. J.-C. - 500 av. J.-C.).
L'Irlande est également connue pour avoir un nombre relativement important de sépultures du Bronze ancien,.